# Ptisana obesa
Ptisana obesa là một loài dương xỉ trong họ Marattiaceae. Loài này được Christ Murdock mô tả khoa học đầu tiên năm 2008.